# Баракиш
Баракиш или Баракисх (арапски: براقش) је градић на сјеверозападу Јемена, удаљен око 125 km северозападно од главног града Сане у Мухафази Ел Џауф.

## Историја
Баракиш је за време антике био познат као Џатил, прва престолница Минејског краљевства око 4. века п. н. е.
Грци и Римљани звали су га Атлула (или Атрула) у време кад је био важна станица на караванском Пута тамјана од Арапског мора до Средоземља.
Баракиш је био добро утврђен град са зидинама високим од 8 до 14 m, 57 торњева и двоја градска врата. Добар део камених зидина видљив је и данас, на којима још увек има јасно читљивих минејских натписа.
Најимпресивније су рушевине минејског храма, који се налази у јужном делу града, он још увек има 16 стубова и греда, али се не зна ком божанству је био намењен.
Римска војска од 10.000 војника и 15.000 најамника префекта Египта Аелиуса Галуса зауставила се у Баракишу 25. — 24. п. н. е. на свом походу на Јемен. Они су Баракишу остали дуже време, јер су остали затечени недостатком воде, из њихових времена остао је гроб коњаника П. Корнелиуса.
Након пропасти караванског Пута тамјана Баракиш је изгубио на важности, али остао је насељен. Његови све малобројнији становници, обнављали су старе објекте и градили нове на рушевинама старих све до 1960-их кад су га последњи становници напустили. Данас рушевине Баракиша чува војска, од могуће девастације.
Једна талијанска археолошка екипа проводила је искапања у Баракишу, они су ископали један храм са деломично очуваном куполом, ископавања су прекинута због недостатка новаца.

## Географске карактеристике
Баракиш се налази око 30 km северно од Бране Мариб, поред широког кањона Вади Џауфа на брежуљку, до кога се може доћи једино теренским возилом.